# 11579 Цудзіцука
11579 Цудзіцука (11579 Tsujitsuka) — астероїд головного поясу, відкритий 6 травня 1994 року.
Тіссеранів параметр щодо Юпітера — 3,354.
Названо на честь Цудзіцуки (яп. つじつか(辻塚) цудзіцука).